# Gecek, Günyüzü
Gecek là một xã thuộc huyện Günyüzü, tỉnh Eskişehir, Thổ Nhĩ Kỳ. Dân số thời điểm năm 2011 là 187 người.